# Final do Campeonato Potiguar de Futebol de 2019
A Final do Campeonato Potiguar de 2019 será a decisão da 99ª edição do Campeonato Potiguar. vai ser disputada entre o ABC e o América de Natal, os jogos serão disputados nos dias 17 e 24 de abril.
O América, por ter empatado um primeiro jogo em 0 a 0 e por ter vencido o segundo jogo em 2 a 1, sagrou-se pela 36ª vez Campeão Potiguar.

## Transmissão
A InterTV Cabugi e a InterTV Costa Branca vão transmitir para todo o Rio Grande do Norte as finais do Campeonato Potiguar deste ano. A parceria foi firmada na última quinta-feira (11), em reunião com representantes da emissora, da Federação Norte-rio-grandense de Futebol e dos clubes finalistas. O fato é inédito na história do futebol do Rio Grande do Norte, passando a ter uma partida transmitida em TV aberta, com veiculação em horário nobre, sendo o primeiro jogo ao vivo do Campeonato Potiguar em 32 anos da afiliada no estado. O RN será o quinto estado do Nordeste a ter partidas locais transmitidas pela Globo.

## Caminho até a final
Os dois finalistas se classificaram para Final por vencer um turno cada um, onde ABC ganhou o 1º turno chamado de Copa Cidade de Natal  e América de Natal ganhou o 2º Turno chamado de Copa RN.
| Primeira Fase       | Primeira Fase | Primeira Fase       | Finalistas | Segunda Fase        | Segunda Fase | Segunda Fase        |
| ABC                 | ABC           | ABC                 | Rodadas    | América-RN          | América-RN   | América-RN          |
| Casa                | Resultado     | Fora                | Rodadas    | Casa                | Resultado    | Fora                |
| ------------------- | ------------- | ------------------- | ---------- | ------------------- | ------------ | ------------------- |
| ABC                 | 1 – 0         | Globo               | 1ª         | América de Natal    | 2 – 0        | Santa Cruz de Natal |
| Palmeira            | 2 – 1         | ABC                 | 2ª         | Potiguar de Mossoró | 1 – 3        | América de Natal    |
| ASSU                | 2 – 3         | ABC                 | 3ª         | Palmeira            | 0 – 3        | América de Natal    |
| ABC                 | 3 – 0         | América de Natal    | 4ª         | América de Natal    | 3 – 0        | ABC                 |
| Potiguar de Mossoró | 3 – 2         | ABC                 | 5ª         | Globo               | 1 – 0        | América de Natal    |
| ABC                 | 1 – 0         | Santa Cruz de Natal | 6ª         | América de Natal    | 2 – 0        | Força e Luz         |
| ABC                 | 0 – 0         | Força e Luz         | 7ª         | ASSU                | 1 – 0        | América de Natal    |

Legenda:      Vitória —      Empate —      Derrota
| Classificação | Classificação          | Classificação | Classificação | Classificação | Classificação | Classificação | Classificação | Classificação | Classificação | Classificação | Classificação |
| Pos           | Times                  | Pts           | J             | V             | E             | D             | GP            | GC            | SG            | %             |               |
| ------------- | ---------------------- | ------------- | ------------- | ------------- | ------------- | ------------- | ------------- | ------------- | ------------- | ------------- | ------------- |
| 1             | América de Natal       | 13            | 7             | 4             | 1             | 2             | 11            | 7             | +4            | 61.9          |               |
| 2             | ABC                    | 13            | 7             | 4             | 1             | 2             | 11            | 7             | +4            | 61.9          |               |
| 3             | Globo                  | 12            | 7             | 3             | 3             | 1             | 7             | 1             | +6            | 57.1          |               |
| 4             | Palmeira               | 8             | 7             | 2             | 2             | 3             | 5             | 10            | –5            | 38.1          |               |
| 5             | Santa Cruz de Natal    | 7             | 7             | 1             | 4             | 2             | 4             | 4             | 0             | 33.3          |               |
| 6             | Potiguar de Mossoró[a] | 6             | 7             | 3             | 3             | 1             | 9             | 5             | +4            | 57.1          |               |
| 7             | ASSU                   | 5             | 7             | 0             | 5             | 2             | 3             | 8             | –5            | 23.8          |               |
| 8             | Força e Luz            | 3             | 7             | 0             | 3             | 4             | 4             | 12            | –8            | 14.3          |               |

|  |                                                  |
|  | Classificados para final da Copa Cidade do Natal |

| 20 de fevereiro |       |     |                        |
| América-RN      | 1 – 2 | ABC | Arena das Dunas, Natal |

| Classificação | Classificação       | Classificação | Classificação | Classificação | Classificação | Classificação | Classificação | Classificação | Classificação | Classificação | Classificação |
| Pos           | Times               | Pts           | J             | V             | E             | D             | GP            | GC            | SG            | %             |               |
| ------------- | ------------------- | ------------- | ------------- | ------------- | ------------- | ------------- | ------------- | ------------- | ------------- | ------------- | ------------- |
| 1             | Potiguar de Mossoró | 16            | 7             | 5             | 1             | 1             | 15            | 7             | +8            | 76.2          |               |
| 2             | América de Natal    | 15            | 7             | 5             | 0             | 2             | 13            | 3             | +10           | 71.4          |               |
| 3             | Globo               | 14            | 7             | 4             | 2             | 1             | 11            | 6             | +5            | 66.7          |               |
| 4             | ABC                 | 13            | 7             | 4             | 1             | 2             | 10            | 7             | +3            | 61.9          |               |
| 5             | ASSU                | 8             | 7             | 2             | 2             | 3             | 8             | 10            | –2            | 38.1          |               |
| 6             | Força e Luz         | 7             | 7             | 2             | 1             | 4             | 3             | 11            | –8            | 33.3          |               |
| 7             | Santa Cruz de Natal | 4             | 7             | 1             | 0             | 5             | 5             | 8             | –3            | 19.0          |               |
| 8             | Palmeira            | 3             | 7             | 1             | 0             | 6             | 3             | 16            | –13           | 14.3          |               |

|  |                                                      |
|  | Classificados para final da Copa Rio Grande do Norte |

| 10 de abril |       |            |                    |
| Potiguar-MO | 0 – 2 | América-RN | Nogueirão, Mossoró |

## Detalhes da Final

### Jogo de Ida
| Quarta-feira, 17 de abril | ABC | 0 – 0                         | América de Natal | Estádio Frasqueirão, Natal                                                    |
| 21:30                     |     | Súmula Borderô InterTV Cabugi |                  | Público: 8 108 Renda: R$ 81.130,00 Árbitro: SP Luiz Flávio de Oliveira (FIFA) |

| ABC | América-RN |

| G                | 20 | Edson             | 90'      |
| LD               | 2  | Ivan              |          |
| Z                | 3  | Maurício          | 54'      |
| Z                | 4  | Adalberto         |          |
| LE               | 6  | Evandro           | 45'      |
| V                | 7  | Valdemir          | 22', 69' |
| V                | 8  | Felipe Guedes     |          |
| M                | 17 | Guilherme Xavier  |          |
| M                | 10 | Wanderson         | 67'      |
| A                | 11 | Éder              | 45'      |
| A                | 9  | Rodrigo Rodrigues |          |
| Substituições:   |    |                   |          |
| A                | 18 | Anderson Soares   | 45'      |
| LE               | 16 | Jonathan          | 45'      |
| M                | 19 | Neto Pessoa       | 67' 83'  |
| Treinador:       |    |                   |          |
| Ranielle Ribeiro |    |                   |          |

| G              | 1  | Ewerton           |       |     |
| LD             | 2  | Vinícius Pedalada |       |     |
| Z              | 3  | Adriano Alves     |       |     |
| Z              | 4  | Alisson Brand     | 16'   | 63' |
| LE             | 6  | Kaike             |       |     |
| V              | 5  | Leandro Melo      | 85'   | 90' |
| V              | 20 | Adenilson         |       |     |
| M              | 10 | Hiltinho          | 45+2' |     |
| M              | 18 | Roger Gaúcho      |       |     |
| A              | 11 | Adriano Pardal    |       |     |
| A              | 7  | Jean Patric       | 63'   | 76' |
| Substituições: |    |                   |       |     |
| Z              | 13 | Alison            | 63'   |     |
| A              | 9  | Tony              | 76'   |     |
| V              | 15 | Gabriel Nunes     | 85'   |     |
| Treinador:     |    |                   |       |     |
| Moacir Júnior  |    |                   |       |     |

| Bandeirinhas: SP Marcelo Carvalho Van Gasse (FIFA) SP Emerson Augusto de Carvalho (FIFA) Quarto árbitro: RN Tarcísio Flores da Silva (CBF) Quinto árbitro: RN Rubem Martins Neto |

### Jogo de Volta
| Quarta-feira, 24 de abril | América de Natal               | 2 – 1                         | ABC          | Arena das Dunas, Natal                                                           |
| 21:30                     | Jean Patric 44' · Alison 90+4' | Súmula Borderô InterTV Cabugi | 73' Maurício | Público: 21 491 Renda: R$ 343.705,00 Árbitro: RJ Marcelo de Lima Henrique (FIFA) |

| América-RN | ABC |

| G              | 1  | Ewerton           | 89' |
| LD             | 2  | Vinícius Pedalada |     |
| Z              | 3  | Adriano Alves     |     |
| Z              | 4  | Alisson Brand     | 68' |
| LE             | 6  | Kaike             |     |
| V              | 5  | Leandro Melo      |     |
| V              | 20 | Adenilson         |     |
| M              | 10 | Hiltinho          | 86' |
| M              | 18 | Roger Gaúcho      | 74' |
| A              | 11 | Adriano Pardal    | 39' |
| A              | 7  | Jean Patric       |     |
| Substituições: |    |                   |     |
| Z              | 13 | Alison            | 68' |
| A              | 9  | Max               | 74' |
| A              | 14 | Murici            | 86' |
| Treinador:     |    |                   |     |
| Moacir Júnior  |    |                   |     |

| G                | 20 | Edson             |       |     |
| LD               | 2  | Ivan              |       |     |
| Z                | 3  | Maurício          | 90+2' |     |
| Z                | 4  | Henrique          |       |     |
| LE               | 6  | Jonathan          |       |     |
| V                | 5  | Anderson Pedra    | 62'   |     |
| V                | 8  | Felipe Guedes     |       |     |
| M                | 7  | Neto Pessoa       | 70'   |     |
| A                | 10 | Anderson Soares   | 36'   |     |
| A                | 11 | Éder              | 56'   |     |
| A                | 9  | Rodrigo Rodrigues | 27'   |     |
| Substituições:   |    |                   |       |     |
| M                | 21 | Boris Sagredo     | 56'   | 83' |
| M                | 17 | Guilherme Xavier  | 62'   |     |
| M                | 23 | Wanderson         | 70'   | 89' |
| Treinador:       |    |                   |       |     |
| Ranielle Ribeiro |    |                   |       |     |

| Bandeirinhas: MG Márcio Eustáquio Sousa Santiago (FIFA) TO Fábio Pereira (FIFA) Quarto árbitro: RN Zandim Gondim Alves Júnior (CBF) Quinto árbitro: RN Carlos Alberto de Berto |

## Premiação
| Campeonato Potiguar de 2019           |
| ------------------------------------- |
|                                       |
| América de Natal Campeão (36º título) |